# اتیلن کربنات
اتیلن کربنات (به انگلیسی: Ethylene carbonate) یک ترکیب شیمیایی با شناسه پاب‌کم ۷۳۰۳ است. شکل ظاهری این ترکیب، جامد زرد است.